# زحمت در زدن به خودت نده
زحمت در زدن به خودت نده (انگلیسی: Don't Bother to Knock) فیلمی در ژانر نوآر به کارگردانی روی وارد بیکر است که در سال ۱۹۵۲ منتشر شد.

## خلاصه داستان
جد تاورز خلبانی است که برای ملاقات با دوست دخترش لین لزلی که در یک هتل مجلل خواننده است به نیویورک می‌آید. لین به جد میگوید که تصمیم دارد به رابطه‌شان پایان بدهد چرا که جد فردی بی عاطفه و بی‌احساس است که به اطرافیانش اهمیت نمیدهد. پس از این مشاجره جد به اتاقش در هتل باز میگردد و از پنجره اتاقش دختر زیبایی را در اتاق روبرویی میبیند...

## بازیگران
| بازیگر           | نقش       |
| ---------------- | --------- |
| ریچارد ویدمارک   | جد تاورز  |
| مریلین مونرو     | نل فوربز  |
| آن بنکرافت       | لین لزلی  |
| الیشا کوک جونیور | ادی فوربز |
| دونا کورکوران    | بانی جونز |
| لورن تاتل        | خانم جونز |
| جیم بکوس         | آقای جونز |